# بخش خنرال آلوار (کورینتس)
بخش خنرال آلوار (به اسپانیایی: Departamento General Alvear) یک منطقهٔ مسکونی در آرژانتین است که در استان کورینتس واقع شده‌است. بخش خنرال آلوار ۱٬۹۵۴ کیلومتر مربع مساحت و ۸٬۱۴۷ نفر جمعیت دارد.